# یک زیباروی حمام
یک زیباروی حمام (انگلیسی: A Bath House Beauty) یک فیلم کوتاه کمدی به کارگردانی راسکو آرباکل است که در سال ۱۹۱۴ منتشر شد.

## گزیدهٔ بازیگران
- راسکو آرباکل
- گوردون گریفیث
- تد ادواردز
- هنک من
- ایوا نلسون